# Fqrouter
fqrouter是一个适用于Android系统的代理软件，在中国大陆被广泛用于突破大陆官方建立的防火长城。
其支持接入GoAgent、SSH、HTTP代理、WebVPN、Shadowsocks等形式的代理服务器，同时也提供一些公共的代理服务器。而fqrouter的主要特色在于其支持“无线中继”和“Pick&Play”功能，其他设备只要连入fqrouter所建立的Wi-Fi热点，也可使用fqrouter提供的代理服务。
2015年1月8日，软件的作者秦兝通过其推特表示，今后将停止开发fqrouter。秦兝还表示，如今要突破防火长城已经越来越困难了。
2015年3月4日，fqrouter在Google Play商店又进行了更新，版本为2.12.7。经过测试，可以翻墙浏览被防火长城屏蔽的网站。
2015年3月20日，秦兝在推特重申fqrouter已正式关闭。软件也已在Google Play下架。
2017年11月29日，秦兝在推特表示fqrouter即将重启开发。

## 趣闻
2014年3月3日，人民网在其官方新浪微博账号上公布了一组照片，展示了记者在采访过程中所使用的一些设备，包括Google Glass和Nexus 5。引人注意的是在图片中，fqrouter图标出现在了Nexus 5手机的主屏幕上，显然是该记者最常用的软件之一。